# 烏森稲荷神社

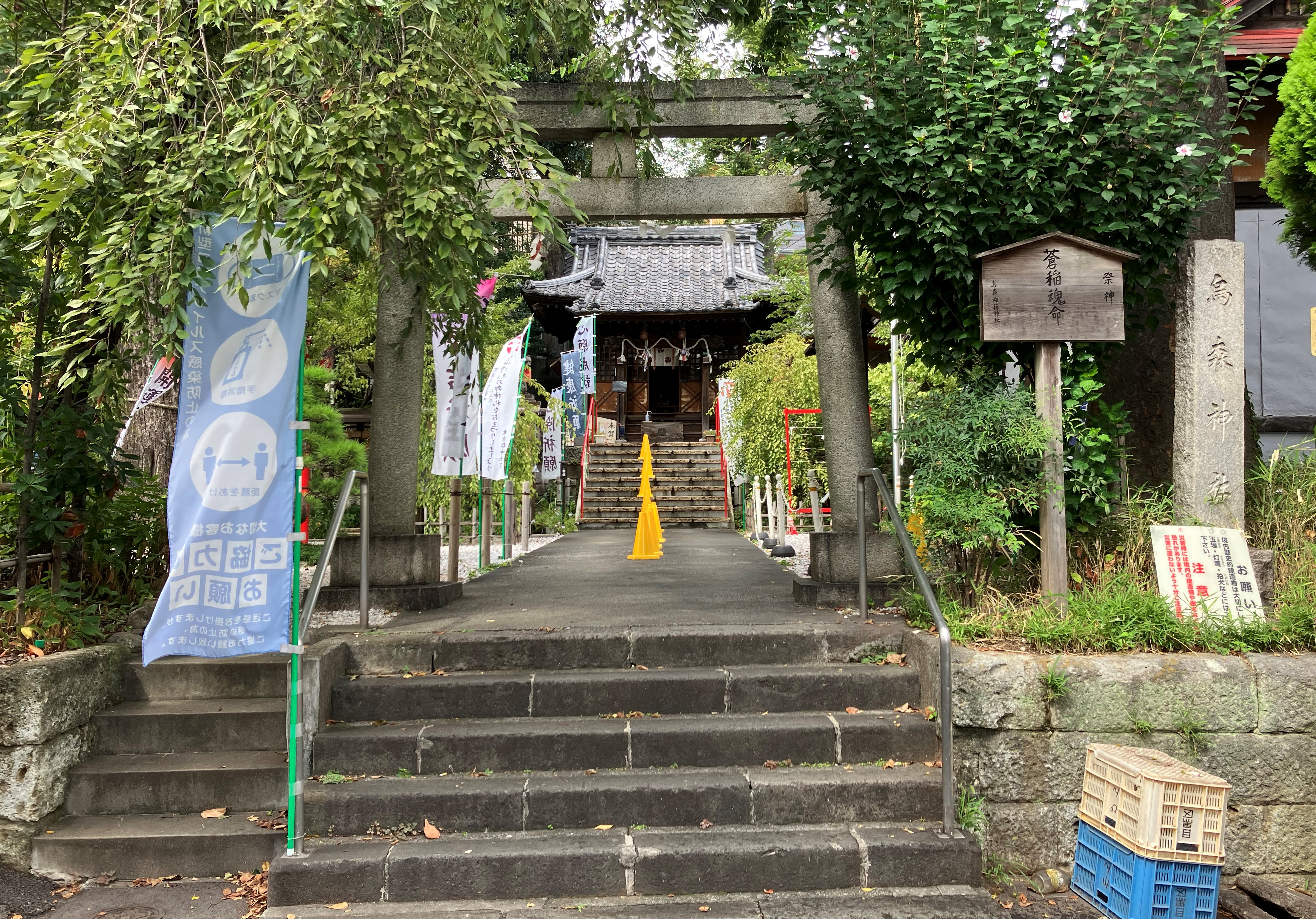
鳥居

烏森稲荷神社（からすもりいなりじんじゃ）は東京都目黒区の神社。

## 概要
創建年代は不明である。新橋の烏森神社から分霊を勧請したとも、当社の旧別当寺だった寿福寺の境内にあった稲荷社を移したとも言われている。上目黒村宿山組の鎮守であった。
当社の境内には湧水があり、手水舎の水に使われている。平成以降、水量が少なくなっている。

## 交通アクセス
- 中目黒駅より徒歩10分。